# Юганна Гаґстрем
Юганна Гаґстрем (27 березня 1998 , Фальчепінг, лен Вестра-Йоталанд ) - шведська лижниця, що спеціалізується на спринтерських дистанціях.

## Спортивна кар'єра
Юганна Гаґстрем увійшла до складу шведської збірної на юнацькі Олімпійські ігри 2016 року, де стала срібною призеркою в кросі і здобула перемогу в спринті. На чемпіонаті світу серед юніорів 2018 року в складі шведської команди здобула бронзову медаль в естафеті 4×3,33 км; два роки по тому виборола срібну медаль в особистому спринті серед дівчат до 23 років, поступившись на фініші своїй співвітчизниці Еммі Рібом.
У Кубку світу Юганна дебютувала в січні 2017 року – у перегонах на 10 км вільним стилем на домашньому етапі в Ульрісегамні вона посіла лише 59-те місце. Свої перші залікові бали спортсменка набрала в сезоні 2018-2019 в італійському містечку Коньє, коли вперше потрапила до фіналу в спринті, там вона фінішувала третьою.
У лютому 2021 року на етапі Кубка світу в Ульрісегамні Гаґстрем у спринті показала свій найкращий результат за кар'єру, поступившись у фіналі лише співвітчизниці Маї Дальквіст. Два тижні по тому, на дебютному для себе чемпіонаті світу в німецькому Оберстдорф Гаґстрем з найкращим часом кваліфікувалася в основну сітку спринтерських змагань, однак у вирішальному забігу зупинилася за крок від п'єдесталу пошани.

## Результати за кар'єру
Усі результати наведено за даними Міжнародної федерації лижного спорту.

### Чемпіонати світу
| Рік  | Вік | 10 км індивідуальні пер. | 15 км скіатлон | 30 км мас-старт | Спринт | 4 × 5 км естафета | Командна першість спринт |
| ---- | --- | ------------------------ | -------------- | --------------- | ------ | ----------------- | ------------------------ |
| 2021 | 22  | —                        | —              | —               | 4      | —                 | —                        |

### Кубки світу

#### Підсумкові місця в Кубку світу за роками
| Сезон | Вік | Місце в дисципліні | Місце в дисципліні | Місце в дисципліні | Місце в дисципліні | Місце в Скі Тур | Місце в Скі Тур | Місце в Скі Тур | Місце в Скі Тур   | Місце в Скі Тур |
| Сезон | Вік | Загалом            | Дистанція          | Спринт             | Ю-23               | Nordic Opening  | Тур де Скі      | Скі Тур 2020    | Фінал Кубка світу |                 |
| ----- | --- | ------------------ | ------------------ | ------------------ | ------------------ | --------------- | --------------- | --------------- | ----------------- | --------------- |
| 2017  | 19  | НК                 | НК                 | —                  | НК                 | —               | —               | Н/Д             | —                 |                 |
| 2018  | 20  | НК                 | НК                 | НК                 | НК                 | —               | —               | Н/Д             | 58                |                 |
| 2019  | 21  | 55                 | НК                 | 29                 | 8                  | —               | —               | Н/Д             | —                 |                 |
| 2020  | 22  | 51                 | НК                 | 28                 | 9                  | —               | —               | —               | Н/Д               |                 |
| 2021  | 23  | 37                 | 61                 | 13                 | 6                  | —               | —               | Н/Д             | Н/Д               |                 |

#### П'єдестали в особистих дисциплінах
- 4 п'єдестали – (3 КС, 1 ЕКС)

| № | Сезон   | Дата              | Місце пров.            | Перегони        | Рівень           | Місце |
| - | ------- | ----------------- | ---------------------- | --------------- | ---------------- | ----- |
| 1 | 2018–19 | 16 лютого 2019    | Коньє (Італія)         | 1,6 км спринт В | Кубок світу      | 3-тє  |
| 2 | 2020–21 | 6 лютого 2021     | Ульрісегамн (Швеція)   | 1,5 км спринт В | Кубок світу      | 2-ге  |
| 3 | 2021–22 | 26 листопада 2021 | Рука (Фінляндія)       | 1,4 км спринт К | Кубок світу      | 2-ге  |
| 4 | 2021–22 | 1 січня 2022      | Оберстдорф (Німеччина) | 1,2 км спринт К | Етап Кубка світу | 2-ге  |